# Бжиска (гмина)
Бжиска (пол. Brzyska) — сельская гмина (волость) в Польше, входит как административная единица в Ясленский повет, Подкарпатское воеводство. Население — 6207 человек (на 2004 год).

## Демография
| Перепись                       | Всего   | Всего | Женщины | Женщины | Мужчины | Мужчины |
| ------------------------------ | ------- | ----- | ------- | ------- | ------- | ------- |
| Единицы                        | человек | %     | человек | %       | человек | %       |
| Население                      | 6207    | 100   | 3099    | 49,9    | 3108    | 50,1    |
| Плотность населения (чел./км²) | 137,5   | 137,5 | 68,7    | 68,7    | 68,9    | 68,9    |

## Солецтва
1. Блажкова
2. Бжиска
3. Врублёва
4. Домбрувка
5. Клодава
6. Липница-Дольна
7. Уязд

## Соседние гмины
1. Гмина Бжостек
2. Гмина Ясло
3. Ясло
4. Гмина Йодлова
5. Гмина Новы-Жмигруд
6. Гмина Сколышин
7. Гмина Шежины